# Oppelo
Oppelo is een plaats (city) in de Amerikaanse staat Arkansas, en valt bestuurlijk gezien onder Conway County.

## Demografie
Bij de volkstelling in 2000 werd het aantal inwoners vastgesteld op 725.
In 2006 is het aantal inwoners door het United States Census Bureau geschat op 745, een stijging van 20 (2.8%).

## Geografie
Volgens het United States Census Bureau beslaat de plaats een oppervlakte van
6,5 km², waarvan 6,4 km² land en 0,1 km² water.

## Plaatsen in de nabije omgeving
De onderstaande figuur toont nabijgelegen plaatsen in een straal van 16 km rond Oppelo.